# Michelle Pavão
 Michelle Marinho Pavão (Rio de Janeiro, 31 de outubro de 1986) é uma voleibolista indoor brasileira. Atuou como ponta no Praia Clube e na seleção brasileira.

## Carreira
A carreira esportiva de Michelle iniciou-se na natação do Fluminense Football Club juntamente com sua irmã gêmea (a também voleibolista Monique Pavão), na qual permaneceu até os 12 anos de idade, quando enveredou pelo caminho do voleibol.
Disputou sua primeira Superliga pelo Rio de Janeiro na temporada 2004/2005, conquistando o vice-campeonato. Nas duas temporadas seguintes jogou pelo Macaé Sports, com o qual conquistou um terceiro e um quarto lugar. Voltou a defender o Rio de Janeiro nas três temporadas seguintes, sagrando-se bicampeã da Superliga nas duas primeiras e vice-campeã na última. Na temporada 2010/2011 integrou o elenco do Minas, com o qual ficou em quinto lugar na Superliga; posição essa que Michelle voltou a ocupar nas duas temporadas seguinte com o Sesi-SP e o Praia Clube.
Foi convocada para seleção brasileira juvenil em 2004 para disputar o Sul-Americano Sub-20. Sagrou-se campeã da competição, que qualificou o país para o Mundial da categoria no ano seguinte. No referido mundial esteve presente na conquista da seleção brasileira. Em 2008 foi convocada para seleção brasileira para disputar a Copa Pan-Americana e conquistou a medalha de prata ao perder a final para a seleção dominicana. Em 2011 representou o Brasil nos Jogos Mundiais Militares, conquistando o ouro ao derrotar a representação chinesa. Em 2013 foi convocada pelo técnico José Roberto Guimarães para disputar o Montreux Volley Masters, o Torneio de Alassio e o Grand Prix sendo campeã nas três competições.
Foi contratada pelo Dentil/Praia Clube para temporada 2018–19 do voleibol brasileiro e sagrou-se vice-campeã da edição do Campeonato Mineiro de 2018. na sequência conquistou o título da Supercopa Brasileira de 2018mais tarde disputou a semifinal na edição do Campeonato Mundial de Clubes de 2018, realizada em Shaoxing , terminando na quarta colocação.
Pelo Dentil/Praia Clube conquistou o vice-campeonato da Copa Brasil de 2019 realizada em Gramado e a medalha de prata no Campeonato Sul-Americano de Clubes de 2019 realizado novamente em Belo Horizonte, e contribuiu para equipe avançar a grande final da Superliga Brasileira 2018-19, mas terminou com o vice-campeonato.

## Clubes
| Clube                    | País   | De   | Até  |
| ------------------------ | ------ | ---- | ---- |
| Rio de Janeiro V.C.      | Brasil | 2004 | 2005 |
| Macaé Sports             | Brasil | 2005 | 2007 |
| Rio de Janeiro V.C.      | Brasil | 2007 | 2010 |
| Minas T.C.               | Brasil | 2010 | 2011 |
| Sesi-SP                  | Brasil | 2011 | 2012 |
| Praia Clube              | Brasil | 2012 | 2014 |
| Brasília Vôlei           | Brasil | 2014 | 2015 |
| Praia Clube              | Brasil | 2015 | 2016 |
| Fluminense Football Club | Brasil | 2017 | 2018 |
| Praia Clube              | Brasil | 2018 | 2019 |

## Títulos

### Clubes
Mundial de Clubes
- Quarto posto: 2018[12]

 Superliga
- Campeã: 2008 e 2009
- Finalista: 2005, 2010 e 2019

 Supercopa
- Campeã: 2018[10]

  Copa Brasil
- Finalista:2019[13] e 2020

 Campeonato Carioca
- Campeã: 2004, 2007, 2008 e 2009
- Finalista: 2005 e 2006

 Campeonato Mineiro
- Campeã: 2012 e 2019
- Finalista: 2018[9]

### Seleção
Mundial Sub-20
- Campeã: 2005

 Montreux Volley Masters
- Campeã: 2013

 Torneio de Alassio
- Campeã: 2013

 Grand Prix
- Campeã: 2013

 Jogos Mundiais Militares
- Campeã: 2011

 Copa Pan-Americana
- Finalista: 2008

 Sul-Americano Sub-20
- Campeã: 2004